# Maram Souissi
Maram Souissi, née en 2006, est une nageuse tunisienne.

## Carrière
Aux championnats arabes 2022 à Oran, elle est médaillée d'or du 800 mètres nage libre, médaillée d'argent du 400 mètres nage libre et médaillée de bronze du 1 500 mètres nage libre.
Elle obtient aux championnats d'Afrique 2022 à Tunis la médaille d'argent sur 400 mètres nage libre.